# Sześćdziesiątnicy (Rosja)
Sześćdziesiątnicy – subkultura radzieckiej inteligencji z pokolenia urodzonego w dekadzie 1925–1935 i publikującego swoje utwory w latach 60. XX wieku. 
Poglądy tej grupy ukształtowały się pod wpływem stalinizmu, wielkiej wojny ojczyźnianej oraz odwilży chruszczowskiej. Określenia tego użył po raz pierwszy krytyk literacki Stanisław Rassadin w artykule opublikowanym pod takim tytułem w miesięczniku młodzieżowym Junost' (1960) i związanym z opowieścią W. Aksionowa „Koledzy”.